# Tyrkiet ved sommer-OL 2016
Tyrkiet deltog ved Sommer-OL 2016 i Rio de Janeiro som blev arrangeret i perioden 5. august til 21. august 2016.

## Medaljer
| 2016 Rio de Janeiro | Guld | Sølv | Bronze | Total |
| Tyrkiet             | 1    | 3    | 4      | 8     |

### Medaljevinderne
| Tyrkiet under sommer-OL 2016 i Rio de Janeiro | Tyrkiet under sommer-OL 2016 i Rio de Janeiro | Tyrkiet under sommer-OL 2016 i Rio de Janeiro | Tyrkiet under sommer-OL 2016 i Rio de Janeiro | Tyrkiet under sommer-OL 2016 i Rio de Janeiro |
| Medalje                                       | Navn                                          | Sport                                         | Event                                         | Dato                                          |
| --------------------------------------------- | --------------------------------------------- | --------------------------------------------- | --------------------------------------------- | --------------------------------------------- |
| Guld                                          | Taha Akgül                                    | Brydning                                      | Mændenes 125 kg fristil                       | 20. august                                    |
| Sølv                                          | Daniyar Ismayilov                             | Vægtløftning                                  | Mændenes 69 kg                                | 9. august                                     |
| Sølv                                          | Rıza Kayaalp                                  | Brydning                                      | Mændenes 130 kg græsk-romersk stil            | 15. august                                    |
| Sølv                                          | Selim Yaşar                                   | Brydning                                      | Mændenes 86 kg fristil                        | 20. august                                    |
| Bronze                                        | Cenk İldem                                    | Brydning                                      | Mændenes 98 kg græsk-romersk stil             | 16. august                                    |
| Bronze                                        | Yasmani Copello                               | Atletik                                       | Mændenes 400 meter hækkeløb                   | 18. august                                    |
| Bronze                                        | Soner Demirtaş                                | Brydning                                      | Mændenes 74 kg fristil                        | 19. august                                    |
| Bronze                                        | Nur Tatar                                     | Taekwondo                                     | Kvindernes 67 kg                              | 19. august                                    |